# Colony Wars: Vengeance
Pour les articles homonymes, voir Colony Wars (homonymie).
Colony Wars: Vengeance est un jeu vidéo de combat spatial développé et édité par Psygnosis, sorti en 1998 sur PlayStation. Il fait suite à Colony Wars (1996).

## Synopsis
Un siècle après la victoire de la Ligue des Mondes Libres sur l'Empire Terre, qu'elle a vaincu en scellant le passage intergalactique reliant le système Sol aux colonies (ce qui laisse supposer que la fin - parmi les 5 présentes sur le premier opus - qui a été retenue comme base est celle du retrait de la Ligue de Sol, donc pas celle de la victoire totale de la Ligue), l'Empire s'est fractionné en divers clans tribaux s'entredéchirant afin de récupérer les dernières ressources de Sol. Néanmoins, dans ce chaos ambiant, un nouveau leader charismatique connu sous le nom de Kron parvient à reprendre les rênes des vestiges de la Flotte Coloniale et à l'unifier afin de mener une expédition punitive à l'encontre de la Ligue, dont l'influence et la puissance en dehors de Sol se sont considérablement développées entretemps. Le joueur incarne Merton, ancien combattant au passé relativement flou (il est le seul narrateur des scènes cinématiques et lors de certaines d'entre elles, laisse sous-entendre qu'ils étaient tous des criminels et qu'il ne fut pas le dernier à commettre des exactions : guerre civile, vols, meurtres, etc), récemment engagé comme pilote de chasse pour le compte de la Flotte. L'aventure débute alors que cette dernière lutte encore contre les groupes tribaux restants et doit collecter les derniers éléments nécessaires à l'ouverture du passage intergalactique donnant sur Gallonigher, système stellaire principal de la Ligue des Mondes Libres.

## Système de jeu
Colony Wars: Vengeance repose sur le même moteur d'animation - en dehors de quelques changements mineurs - et conserve le système de jeu à arborescence de son aîné, à savoir que victoires et défaites conditionneront les missions à venir. Un unique échec ne mènera pas forcément à la déroute, et il existe toujours six fins différentes, en fonction de la manière de jouer. Bien que les missions soient moins nombreuses qu'auparavant, il est désormais possible d'obtenir quatre appareils plus performants et d'y apporter des optimisations (sous la forme de points obtenus en cas de mission réussie et à répartir entre boucliers, moteurs, postcombustion et maniabilité) alors que dans le premier volet, un seul type d'appareil était imposé au joueur en fonction des objectifs qu'il allait devoir remplir (ce qui pouvait augmenter artificiellement la difficulté de certaines missions déjà corsées en le contraignant à atteindre ses objectifs avec un vaisseau peu adapté). Les missions en environnement atmosphérique font également leur apparition, au cours desquelles un seul type d'engin est disponible, mais profitant néanmoins de vos améliorations pour le chasseur sélectionné. L'arsenal se voit également étoffé de nouvelles armes, dont les nacelles offensives, défensives et de réparation, capable de remettre en état une installation ou un vaisseau porteur en difficulté. Par ailleurs, et alors que le premier Colony Wars n'opposait le joueur qu'à la Flotte (et parfois à la Faction), le protagoniste sera confronté à bien d'autres types de menaces que la Ligue.

## Accueil
- Jeuxvideo.com : 15/20[2]